# كيفن إيفانز (دراج)
كيفن إيفانز (بالإنجليزية: Kevin Evans)‏ هو دراج جنوب أفريقي، ولد في 6 يونيو 1978 في Jozini ‏ في جنوب أفريقيا.

## وصلات خارجية
- كيفن إيفانز على موقع أرشيف الدراجات (الإنجليزية)
- كيفن إيفانز على موقع إحصائيات الدراجات الإحترافية (الإنجليزية)
- كيفن إيفانز على موقع نسبة الدراجات (الإنجليزية)